# Дубинка Ніна Дмитрівна
Ніна Дмитрівна Дубинка (нар. 22 листопада 1967, Губське Полтавська область) — українська майстриня художньої кераміки, заслужена майстриня народної творчості.

## Біографія
Народилася в селі Губське, Лубенського району Полтавської області. Наприкінці 1990-х приїхала до Опішні. Навчалася в Опішненській філії Решетилівського художнього училища у відомих майстрів: Олександри Селюченко, Михайла Китриша, Володимира Нікітчинка, Григорія Кирячка та інших. Гончарка пригадує, як вплинула творчість Олександри Селюченко на її формування:
|  | «Мені дуже сильно подобалися її розписи. Вони такі унікальні, незвичайні. Зараз так ніхто не розмальовує. Воно в неї живе, дихає, все незвичайне якесь. Я теж починала з розпису, брала вазу і питала в малювальниць, як правильно розписувати. Я пам’ятаю, що в неї багато виробів було, але вона їх дарувала в музеї». |

Ніна Дубинка працювала творчою майстринею на заводі «Художній керамік», , пізніше у Національному музеї-заповіднику українського гончарства в Опішні, згодом навчала майбутніх художників-керамістів у Дитячій спеціалізованій художній школі-інтернаті «Колегіум мистецтв у Опішні» (нині — Державна спеціалізована художня школа-інтернат I-III ступенів «Колегіум мистецтв у Опішному» імені Василя Кричевського). Водночас не полишала нагоди для власної творчості: у домашній майстерні й гончарні Музею-заповідника вона творить дивовижний світ глиняних образів. 
Стильову манеру майстрині вирізняє особлива пластичність, вишуканість декору й технологічна досконалість форм. Роботи гончарки переважно теракотові, що дозволяє зберігати красу рукотворності.

## Досягнення
Ніна Дубинка учасниця багатьох художніх виставок, Всеукраїнських симпозіумів-практикумів монументальної керамічної скульптури «Поезія гончарства на майданах і в парках України». Зооморфні скульптури майстрині прикрашають експозицію Меморіального музею-садиби філософа й колекціонера опішненської кераміки Леоніда Сморжа, а також зберігаються у фондах Національного музею-заповідника українського гончарства, Полтавського та Запорізького краєзнавчих музеїв, Російського етнографічного музею в Санкт-Петербурзі та багатьох приватних колекціях.
Ніна Дубинка проводить майстер-класи в Меморіальному музеї-садибі філософа й колекціонера опішненської кераміки Леоніда Сморжа. Діти з різних куточків України навчаються у майстрині тонкощам декорування глиняних виробів. Вона демонструє різні прийоми й техніки декорування гончарного посуду, зооморфних скульптур і дитячої іграшки.